# Злынское сельское поселение
Злы́нское сельское поселение — муниципальное образование в Болховском районе Орловской области России.
Создано в 2004 году в границах одноимённого сельсовета.
Административный центр — посёлок Злынский Конезавод.

## География
Расположено в южной части района.

## Население
| 2010 | 2012 | 2013 | 2014 | 2015 | 2016 | 2017 |
| ---- | ---- | ---- | ---- | ---- | ---- | ---- |
| 874  | ↗880 | ↗892 | ↗902 | ↘886 | ↘849 | ↘840 |
| 2018 | 2019 | 2020 | 2021 | 2023 |      |      |
| ↘839 | ↗863 | ↘858 | ↘812 | ↘790 |      |      |

## Населённые пункты
В сельское поселение входят 14 населённых пунктов:
| №  | Населённый пункт   | Тип     | Население (чел.) |
| -- | ------------------ | ------- | ---------------- |
| 1  | Богословский       | посёлок | 0                |
| 2  | Большая Чернь      | село    | ↘270             |
| 3  | Ветловка           | деревня | 9                |
| 4  | Вишневский         | посёлок | 0                |
| 5  | Злынский Конезавод | посёлок | ↘361             |
| 6  | Злынь              | село    | 74               |
| 7  | Калиновка          | деревня | 14               |
| 8  | Колонтаева         | деревня | 0                |
| 9  | Криуша             | деревня | 0                |
| 10 | Кутьма             | деревня | ↘94              |
| 11 | Пальчикова         | деревня | 10               |
| 12 | Рожкова            | деревня | 10               |
| 13 | Скородумка         | деревня | 7                |
| 14 | Татинки            | деревня | 25               |